# Михайловская, Анна Ивановна
Анна Ивановна Михайло́вская (1901, станция Иннокентьевская, Иркутская губерния — 1992, Москва) — советский историк, музеевед, доктор исторических наук (1971), автор многочисленных работ, посвященных различным аспектам музейного дела, в том числе первого в отечественном музееведении пособия по практике экспозиционной работы в музее (1951).

## Биография
Родилась в семье железнодорожного врача. В 1919—1924 годах училась на историческом отделении Иркутского университета.
В 1924—1927 годах работала в Иркутском областном архиве, участвовала в экспедиции в районе Братского Острога (1925).
С 1927 года — научный сотрудник Дмитровского краеведческого музея, работала под руководством К. А. Соловьёва, крупнейшего методиста в области музейного дела и краеведения, в 1921—1933 годы директора Дмитровского музея.
В 1933—1941 годах работала на Строительной выставке в Москве, где начала заниматься теоретическими вопросами построения выставочной экспозиции. Принимала участие в подготовке советского раздела на Всемирной выставке в Париже.
В 1944—1987 годы — старший научный сотрудник НИИ краеведческой и музейной работы, заведовала сектором методики музейной работы. Разрабатывала теорию и методику музейной экспозиции.
В 1951 году издала первое в отечественном музееведении пособие по практике современной экспозиционной работы «Организация и техника музейной экспозиции». С середины 1950-х годов в Институте стала издаваться серия теоретических и
методических работ Михайловской. В 1953 году защитила кандидатскую диссертацию.
В 1964 году вышла итоговая фундаментальная монография «Музейная экспозиция. Организация и техника», в которой А. И. Михайловская обобщила и систематизировала отечественный и зарубежный опыт создания музейных экспозиций, сформулировала основные принципы экспозиционной деятельности советских музеев, определила приоритетные методы построения экспозиций, а также дала развернутые рекомендации по созданию тематико-экспозиционных планов и художественному оформлению. Эта монография на долгие десятилетия стала пособием для начинающих музейных экспозиционеров.
В 1971 году защитила диссертацию на соискание доктора исторических наук. Автор многочисленных работ, посвященных различным аспектам музееведения.
Умерла в 1992 году. Похоронена на Покровском кладбище.

## Избранные труды
- Михайловская А. И. Через бурятские степи: (Перевод декабристов из Читы в Петровский завод) / А. И. Михайловская Историч. секция Вост.-Сиб. отд. Гос. рус. геогр. о-ва. Иркутск: Б. и., 1926.
- Михайловская А. И. Братский острог: (Историко-археологический очерк) / Под ред. проф. Н. Н. Козьмина. Иркутск: «Власть труда», 1928.
- Михайловская А. И. Карты в экспозиции музеев. Ком. по делам культ.-просвет. учреждений при Совете Министров РСФСР. Науч.-исслед. ин-т краевед. и музейной работы. Москва: Тип. «Кр. печатник», 1947.
- Михайловская А. И. Организация и техника музейной экспозиции / Под ред. проф. Ф. Н. Петрова и К. Г. Митяева; Ком. по делам культ.-просвет. учреждений при Совете министров РСФСР. Науч.-исслед. ин-т краевед. и музейной работы. М.: Госкультпросветиздат, 1951.
- Михайловская А. И. Местная история и краеведческий музей: Изучение и показ в краевед. музее соц.-экон. отношений второй половины XVIII — первой половины XIX в. / Под ред. К. Г. Митяева; М-во культуры РСФСР Науч.-исслед. ин-т музееведения. М.: Советская Россия, 1960.
- Михайловская А. И. Этнографические коллекции в музеях СССР: [Краткий справочник] / А. И. Михайловская, Д. А. Равикович. Москва: [б. и.], 1964.
- Михайловская А. И. Музейная экспозиция: (Организация и техника) / Под ред. проф. Ф. Н. Петрова и проф. К. Г. Митяева; М-во культуры РСФСР. Науч.-исслед. ин-т музееведения. 2-е изд., доп. М.: Советская Россия, 1964.
- Художественное оформление музеев: [Сборник статей] / Отв. ред.-сост. А. И. Михайловская. Москва: [б. и.], 1965.
- Михайловская А. И. Архитектурно-художественное решение экспозиций и применение аудиовизуальных средств в музеях. Москва: Информ. центр по пробл. культуры и искусства, 1978.